# Озёра (Киевская область)
Озёра (укр. Озера) — село, входит в Бородянский район Киевской области Украины.
Население по переписи 2001 года составляло 819 человек. Почтовый индекс — 07834. Телефонный код — 4577. Занимает площадь 17 км². Код КОАТУУ — 3221087001.

## Местный совет
07834, Киевская обл., Бородянский р-н, с. Озёра, ул. Шевченко, 2